# Chelsea Valois
Chelsea Valois (ur. 11 października 1987 w Carrot River) – kanadyjska bobsleistka, dwukrotna medalistka mistrzostw świata.

## Kariera
Największy sukces w karierze osiągnęła w 2013 roku, kiedy wspólnie z Kaillie Humphries zdobyła złoty medal w dwójkach podczas mistrzostw świata w Sankt Moritz. Na tej samej imprezie wspólnie z kolegami i koleżankami z reprezentacji wywalczyła także brązowy medal w zawodach mieszanych. W 2014 roku wystartowała na igrzyskach olimpijskich w Soczi, gdzie rywalizację w dwójkach ukończyła na trzynastej pozycji. Wielokrotnie stawała na podium zawodów Pucharu Świata, pierwsze zwycięstwo odnosząc 9 listopada 2012 roku w Lake Placid.